# 杰拉尔德·菲什曼
杰拉尔德·菲什曼（英語：Gerald J. Fishman，1943年2月10日—），美國天文學家，1965年於美國密蘇里大學物理系畢業，其後在莱斯大学（Rice University）的太空科學系修讀碩士及博士學位。他專門研究太空中的伽瑪射線。2011年9月28日，與意大利的恩里科·科斯塔博士（Enrico Costa）一起獲頒授2011年度邵逸夫天文學獎，以表彰他們領導天文衛星，證明了宇宙中最大能量的爆發 ─ 伽瑪射線暴 ─來自宇宙學距離。